# Воин-освободитель
«Во́ин-освободи́тель» — монумент павшим в боях за Берлин советским воинам на военном мемориале в Трептов-парке в Берлине. Один из трёх главных советских военных мемориалов в Берлине (вместе с мемориалами в Панкове и Тиргартене). Скульптор Е. В. Вучетич, архитектор Я. Б. Белопольский, художник А. А. Горпенко, инженер С. С. Валериус. Открыт 8 мая 1949 года. Высота — 13 метров. Вес — 70 тонн. Монумент «Во́ин-освободи́тель» является символом победы советского народа в Великой Отечественной и Второй мировой войне и освобождения народов Европы от нацизма.
Скульптура являлась неофициальным символом Группы советских войск в Германии. Осенью 2003 года скульптура воина в Трептов-парке была разобрана и отправлена на реставрацию. 2 мая 2004 года отреставрированная скульптура вернулась на своё прежнее место.

## Братское захоронение
В 1946—1947 году при строительстве мемориала состоялось перенесение останков советских воинов, погибших в боях за Берлин, из многочисленных братских могил, располагавшихся по всему городу, в три главные локации, на которых были возведены крупные мемориалы. В Трептов-парк было перезахоронено более 7000 тел, из них более половины неизвестных. На мемориале нет ни одной фамилии захороненных, но в Сенате Берлина хранится Книга Памяти со списком известных имён и фамилий похороненных. Второй, более полный экземпляр такой книги хранится в Вюнсдорфе.
Сами основные братские захоронения фактически производились на возвышенных боковых платановых аллеях мемориала, в то время как центральные пять газонов играют символическую роль братских могил, так как из-за высокого уровня грунтовых вод массовые братские захоронения на месте находившегося здесь ранее пруда оказались невозможны. Специально в начале площади по оси мемориала была оборудована только небольшая фактическая могила — «Могила Героев», где были вместе символически захоронены четыре солдата и офицера, один из которых — Герой Советского Союза.

## Скульптура
Центром композиции является бронзовая фигура советского солдата, стоящего на обломках свастики. В одной руке солдат держит опущенный меч, а другой поддерживает спасённую им немецкую девочку.
Прототипом для скульптора могли послужить советский солдат, уроженец села Вознесенки Тисульского района Кемеровской области Николай Масалов, спасший немецкую девочку во время штурма Берлина 30 апреля 1945 года, и уроженец Логойского района Минской области старший сержант Трифон Лукьянович, также спасший девочку во время городских боёв и погибший от ранений 29 апреля 1945 года.

Скульптор Е. Вучетич работает над созданием макета памятника «Воин-освободитель».

В эскизе памятника солдат держал в свободной руке автомат, но по предложению И. В. Сталина Е. В. Вучетич сменил автомат на меч.
Известны также имена и тех, кто позировал для скульптуры. Так, в качестве немецкой девочки, которую держит на руках солдат, позировала трёхлетняя Светлана Котикова (1945—1996) — дочь коменданта советского сектора Берлина генерал-майора А. Г. Котикова. Позже С. Котикова стала актрисой, наиболее известна её роль учительницы Марьяны Борисовны в фильме «Ох уж эта Настя!»
Существует несколько версий того, кто именно позировал скульптору Е. В. Вучетичу для фигуры солдата. Они не противоречат друг другу, так как не исключено, что в разное время скульптору могли позировать разные люди.
1. Полтора года в Берлине скульптору позировал рядовой советской армии Иван Степанович Одарченко[6][3][7][8][9][10][11]. Также Одарченко позировал и художнику А. А. Горпенко, который создавал мозаичное панно внутри постамента памятника. На этом панно Одарченко изображён дважды — в качестве солдата со знаком Героя Советского Союза и каской в руках, а также в виде рабочего в синем комбинезоне со склонённой головой, держащего венок. После демобилизации Иван Одарченко поселился в Тамбове, работал на заводе «Автотрактордеталь»[6]. Умер в июле 2013 года в возрасте 86 лет[10].
2. По воспоминаниям В. М. Гуназы, он позировал Вучетичу в 1945 году в австрийском городе Мариацелль, где были расквартированы советские части[12][13]. Изначально, по воспоминаниям В. М. Гуназы, Вучетич планировал изваять солдата, который держит на руках мальчика, и именно Гуназа посоветовал ему заменить мальчика девочкой.
3. Согласно интервью отца Рафаила — зятя (мужа младшей дочери Елены) коменданта Берлина А. Г. Котикова, который ссылается на неизданные воспоминания своего тестя, в качестве солдата позировал повар советской комендатуры в Берлине. Позже, по возвращении в Москву, этот повар стал шеф-поваром ресторана «Прага»[5].

## Постамент и памятный зал
Памятник расположен на вершине насыпного кургана, к его постаменту ведёт лестница. Внутри постамента находится круглый памятный зал. Стены зала украшены мозаичным панно (художник А. А. Горпенко). На панно изображены представители разных народов, включая народы Кавказа и Средней Азии, возлагающие венки на могилу советских воинов. Над их головами на русском и немецком языках написано: «Ныне все признают, что советский народ своей самоотверженной борьбой спас цивилизацию Европы от фашистских погромщиков. В этом великая заслуга советского народа перед историей человечества» (цитата из доклада И. В. Сталина к 27-й годовщине Октябрьской революции).
В центре зала расположен кубический постамент из чёрного полированного камня, на котором стоит золотой ларец с пергаментной книгой в красном сафьяновом переплёте. В книгу вписаны имена героев, павших в боях за Берлин и погребённых в братских могилах.
Купол зала украшает люстра диаметром 2,5 м из рубинов и хрусталя, воспроизводящая орден «Победа».

## Строительство
Мемориальный комплекс в Трептов-парке был создан после конкурса, в котором принимало участие 33 проекта. Победил проект Е. В. Вучетича и Я. Б. Белопольского. Строительство комплекса осуществлялось под руководством «27-го управления оборонных сооружений» советской армии. В работах было задействовано около 1200 немецких рабочих, а также немецкие фирмы — литейная мастерская Noack, мастерские по мозаике и витражам Puhl & Wagner, садовые товарищества Шпэта (нем. Baumschule Späth). Скульптура солдата массой около 72 тонн была изготовлена весной 1949 года на ленинградском заводе «Монументальная скульптура» в виде шести частей, которые были отправлены в Берлин. Работы по созданию мемориала были завершены в мае 1949 года. 8 мая 1949 года мемориал был торжественно открыт советским комендантом Берлина генерал-майором А. Г. Котиковым. В сентябре 1949 года обязанности по уходу и содержанию памятника были переданы советской военной комендатурой магистрату Большого Берлина.

## Символизм
В 1975 году в газете «Известия» отмечалось, что тема меча связывает монумент в Магнитогорске («Тыл — фронту»), монументальный ансамбль на Мамаевом кургане в Волгограде («Родина-мать зовёт») и памятник в Трептов-парке в Берлине («Воин-освободитель»):

Монументальный ансамбль в Магнитогорске завершит эту величественную скульптурную трилогию о подвигах и героизме советского народа.

## Копии скульптуры
Сохранился предварительный 2,5-метровый макет памятника, изготовленный Е. Вучетичем. Эта скульптура была в 1964 году перевезена из Германии в город Серпухов и установлена около городской больницы имени Н. А. Семашко. В 2008 году была начата реставрация памятника, после которой (22 июня 2009 года) скульптура была установлена на гранитный постамент на территории мемориального комплекса в Серпухове «Соборная гора».
Такой же памятник установлен на братской могиле на улице Ленина в городе Тарусе, рядом со средней школой имени генерал-лейтенанта М. Г. Ефремова.
Уменьшенные копии памятника установлены в городе Верея Московской области (на земляном валу в Верейском кремле), в г. Советске Калининградской области, в микрорайоне Мигалово в Твери, на территории военной полиции по проспекту Победы в г. Южно-Сахалинске, а также на братской могиле в Тарусе на улице Ленина, рядом со средней школой имени генерал-лейтенанта Ефремова в городе Таруса.
Уменьшенная копия памятника воину-освободителю, также находится на «Аллее Памяти» в городском посёлке Мухавец, Брестская область, Республика Беларусь. Композиция выполнена из бетона, высота с постаментом около пяти метров. Скульптор А. Е. Козел. Памятник изготовлен в 2022 году.
В 2022 году была установлена полноразмерная копия памятника в городе Кемерово.
3 ноября 2022 года в Кемерове открыт новый мемориал, посвящённый героям-участникам Великой Отечественной войны. Доминантой комплекса стал памятник, прототипом которого был Николай Масалов, спасший немецкую девочку 30 апреля 1945 года во время боёв за Берлин. 
Памятник является точной копией находящегося в Трептов-парке в Берлине монумента «Воин-освободитель». Решение о его возведении было принято после того, как в 2021 году немецкие власти приняли решение об исключении имени Николая Масалова из списка почётных граждан Берлина.

## Галерея

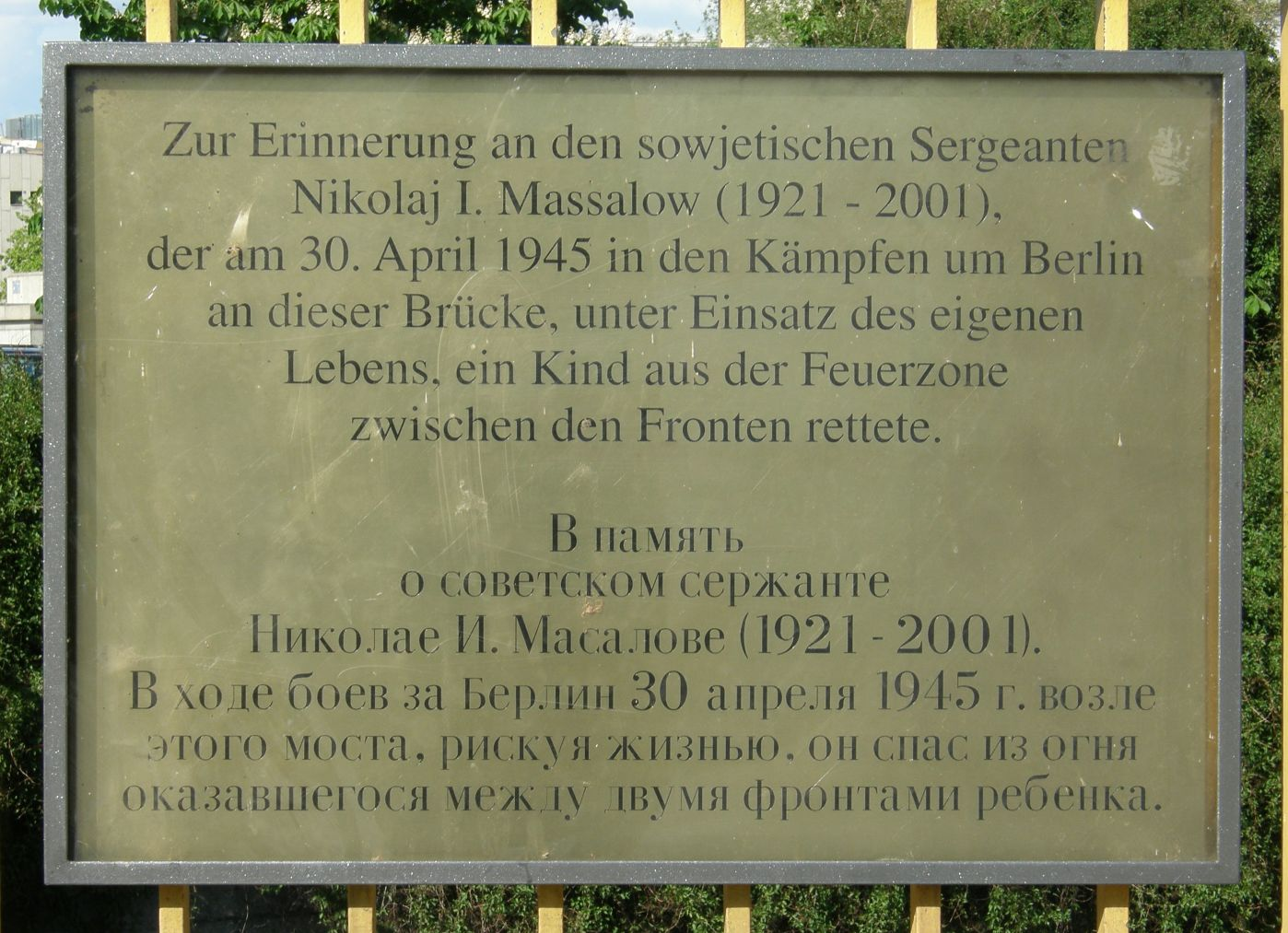
Мемориальная доска на одном из предполагаемых мест подвига Н. И. Масалова (Берлин-Тиргартен, Потсдамер Брюке).
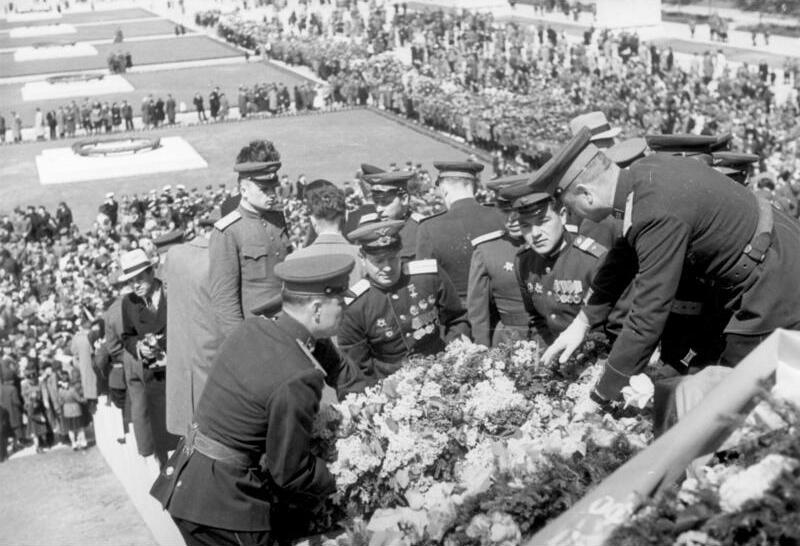
8 мая 1949 года
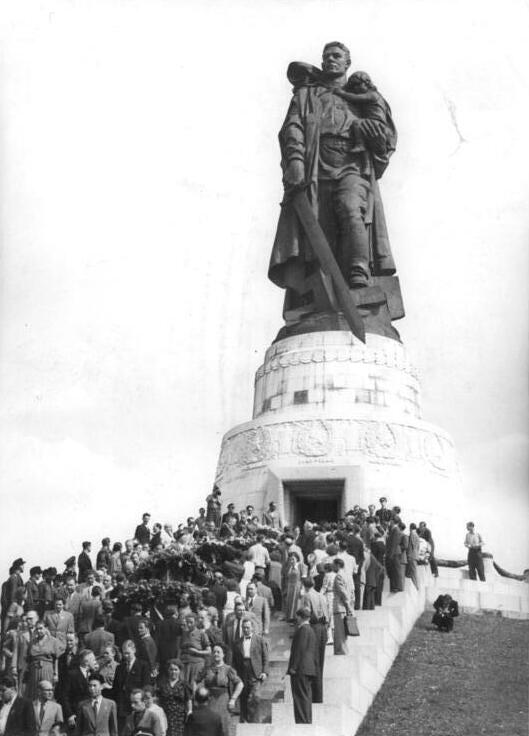
1950 год
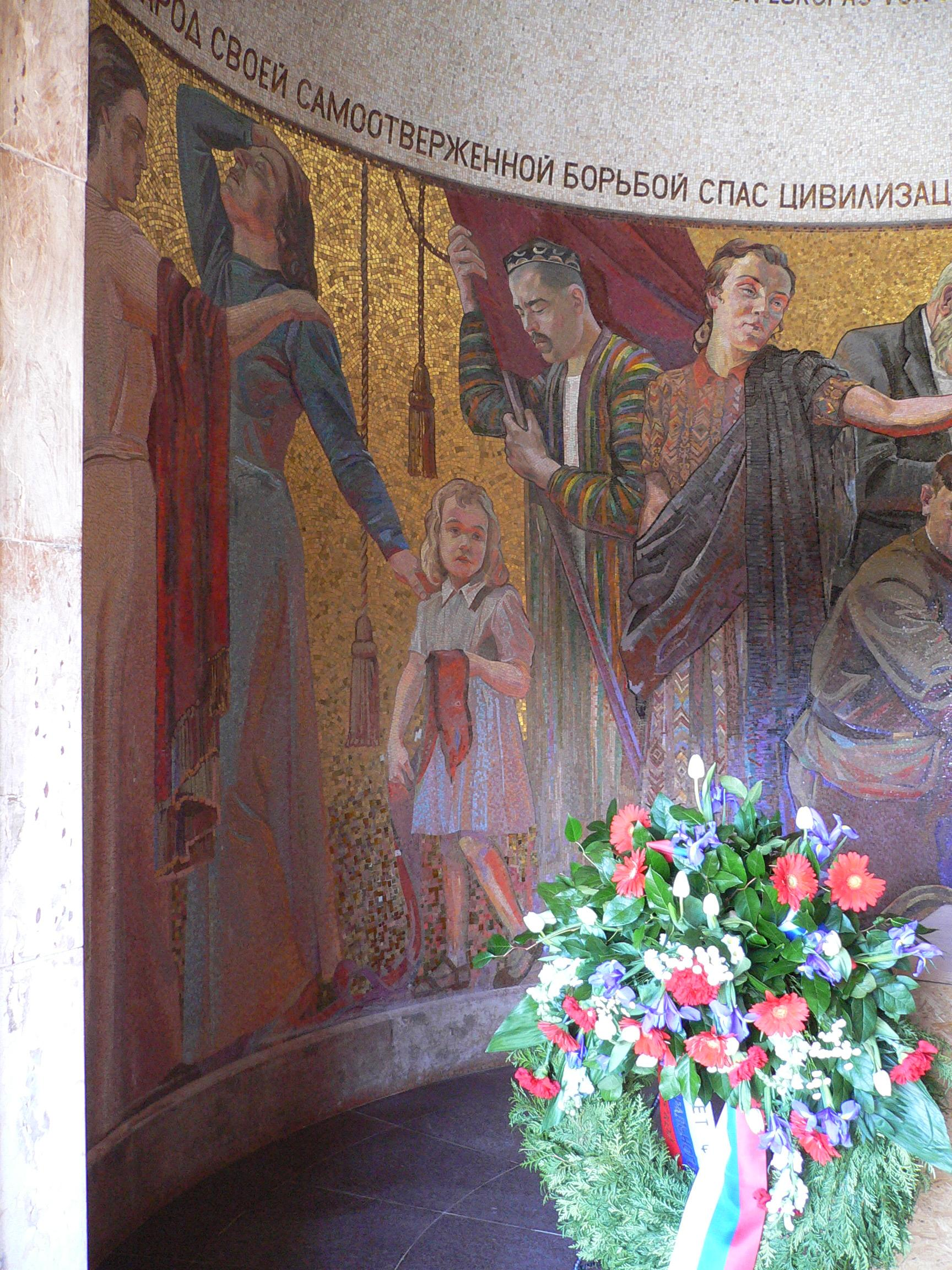
Фрагмент мозаичного панно в постаменте памятника
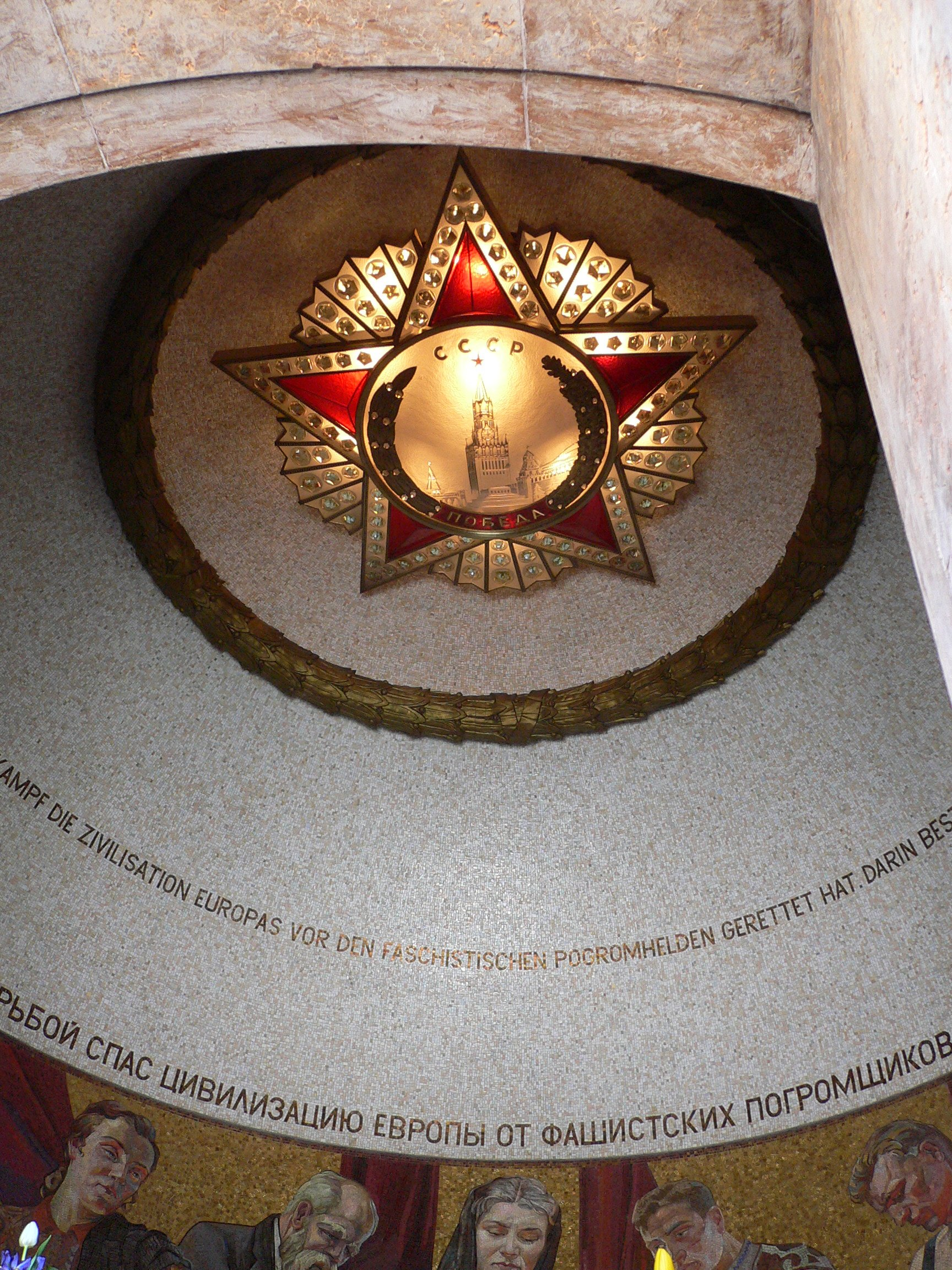
Орден «Победа» на потолке помещения в основании монумента
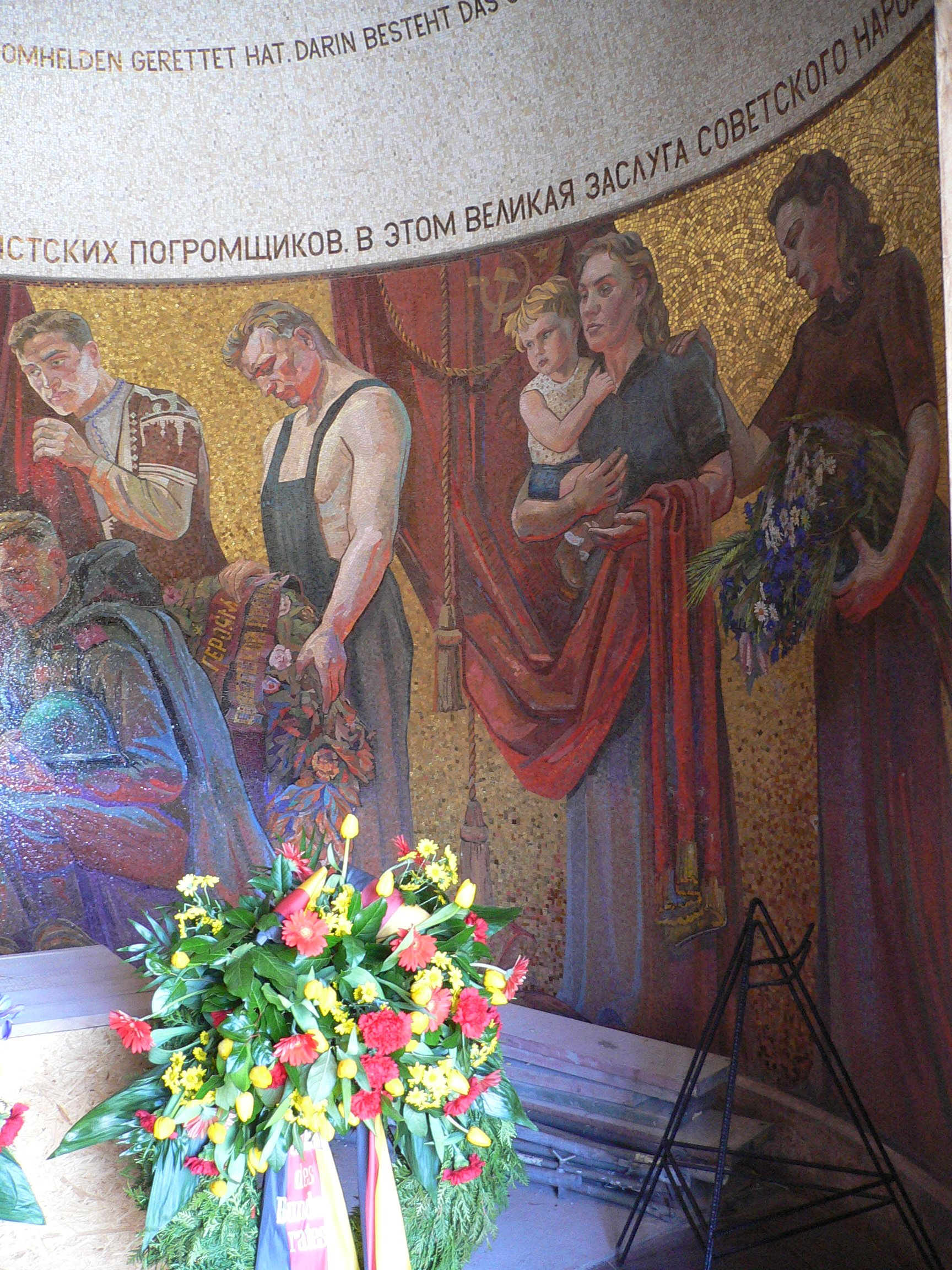
Фрагмент мозаичного панно в постаменте памятника
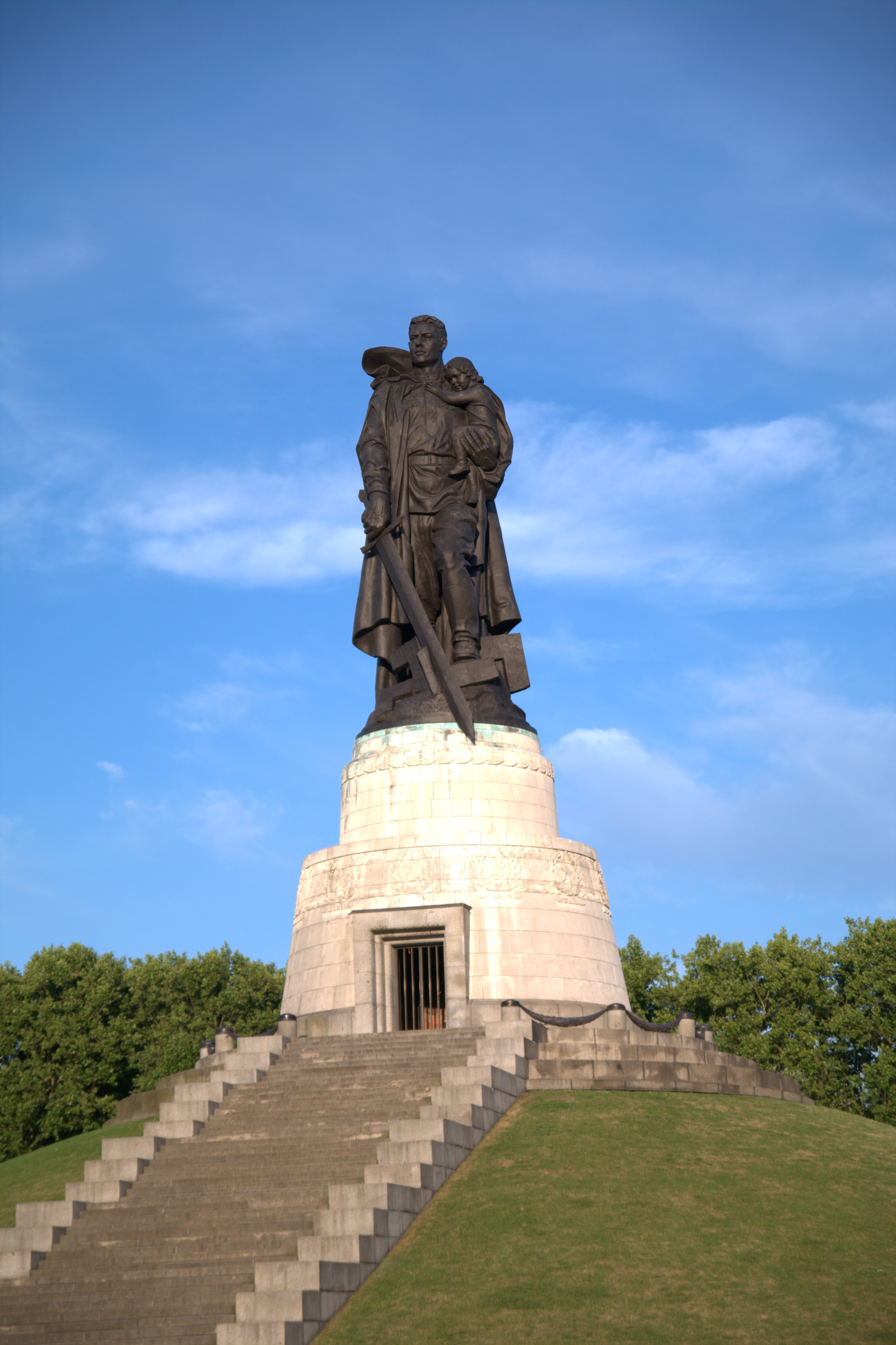
вид памятника 1
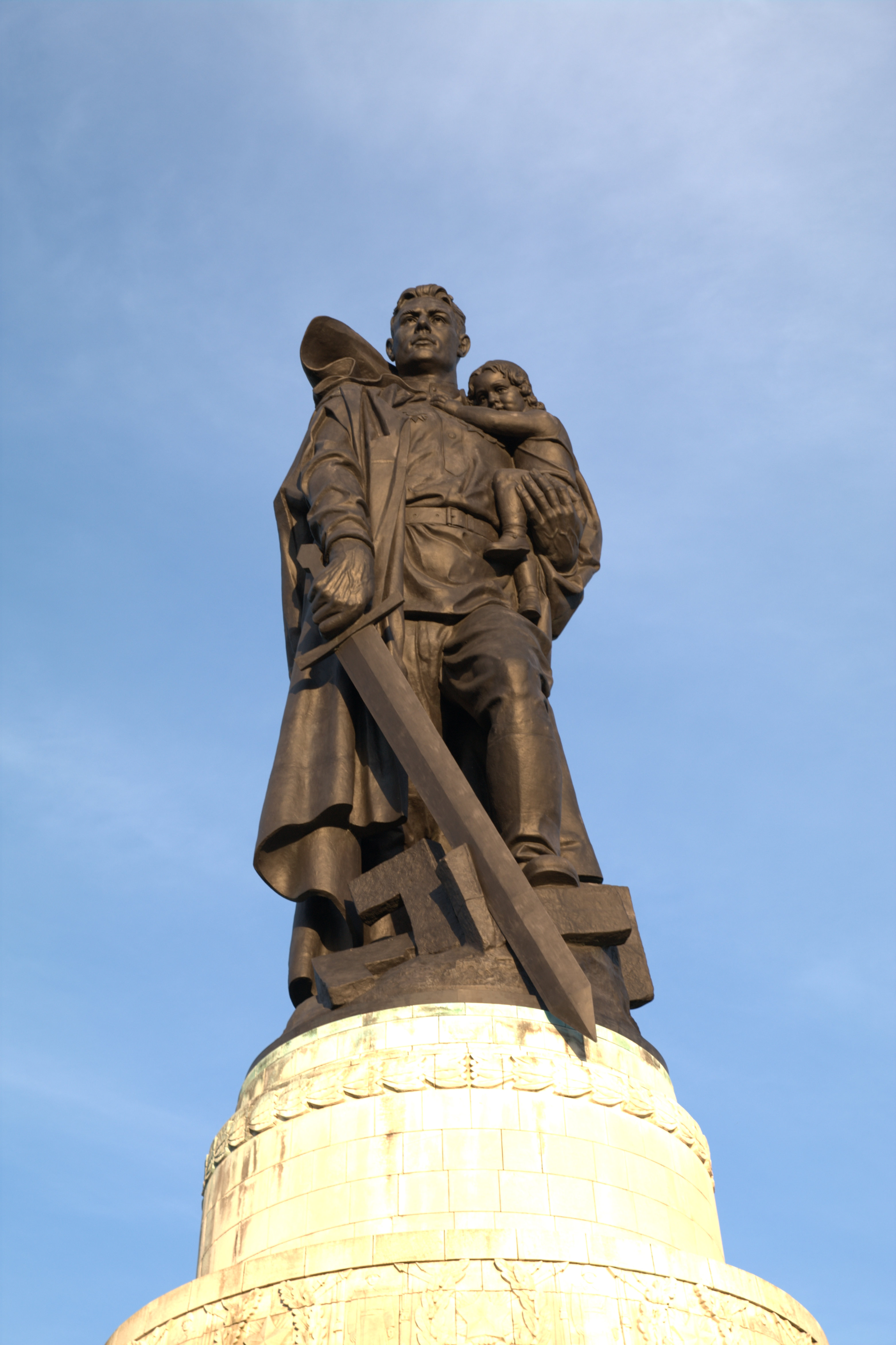
вид памятника 2
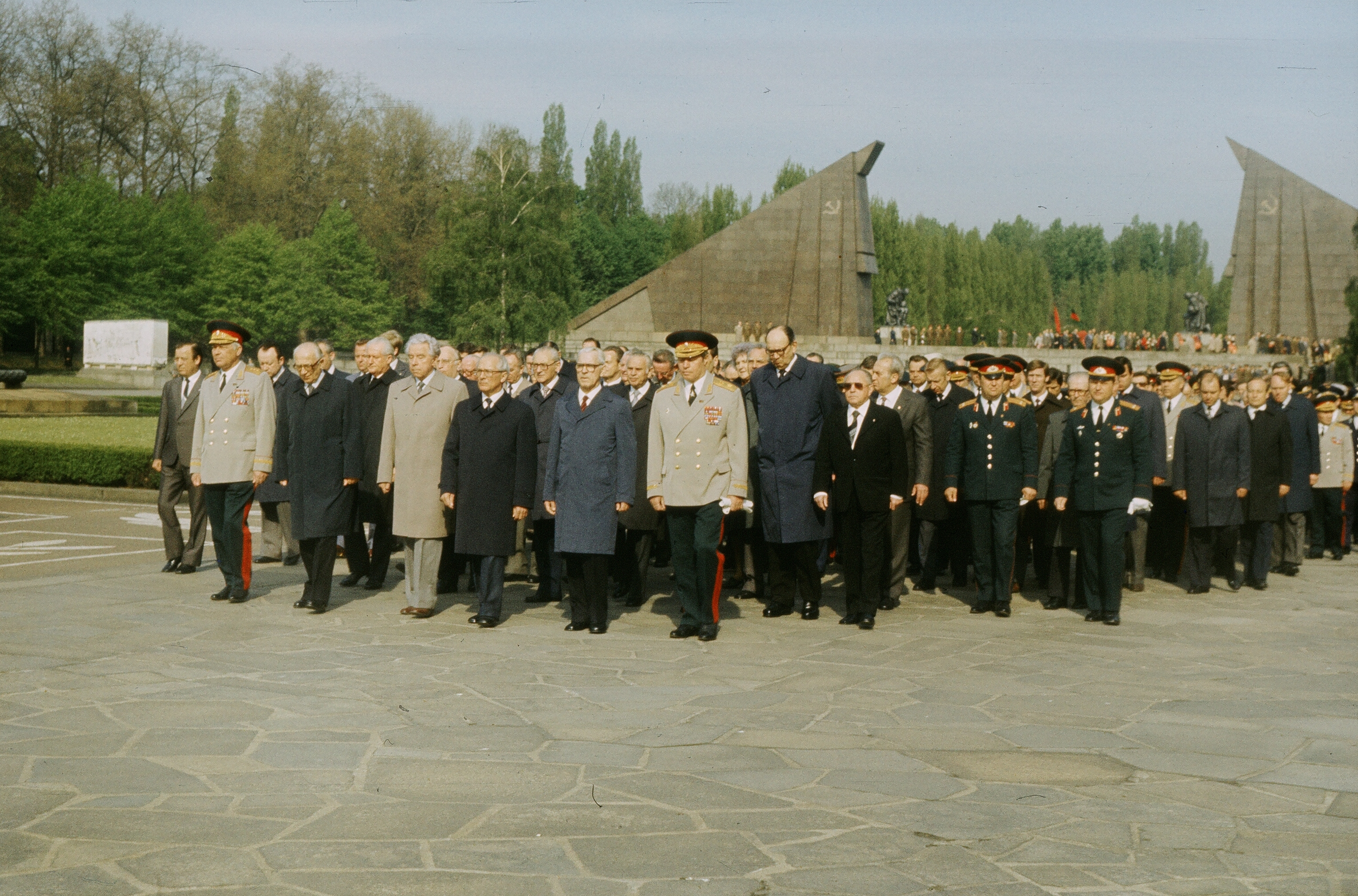
Мемориал советским воинам в Трептов-парке
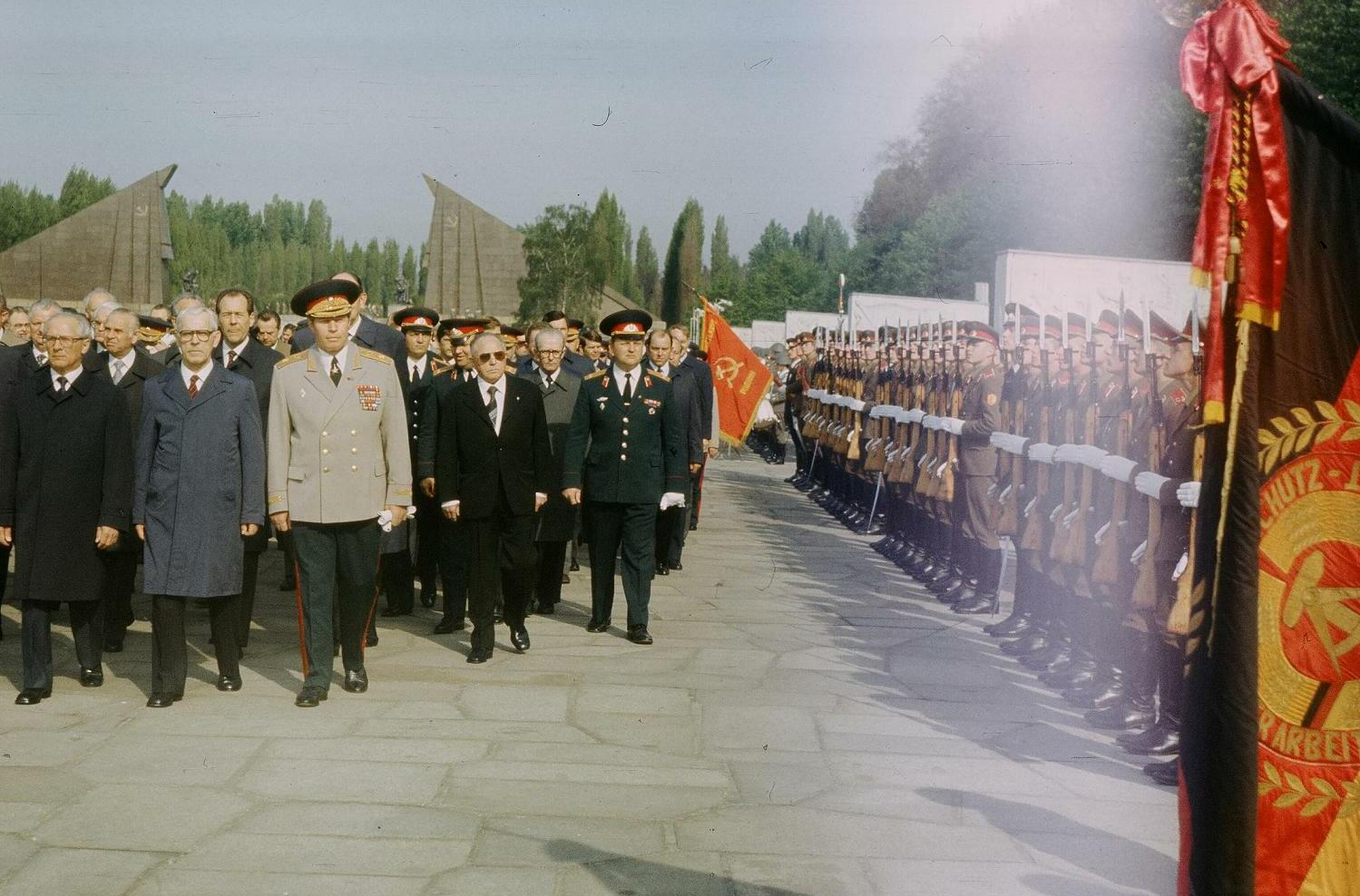
На возложении венков в Трептов-парке.Э. Хонеккер, В. Штоф, М. М. Зайцев, Э. Мильке, А. А. Дорофеев. Берлин, 1982 год.
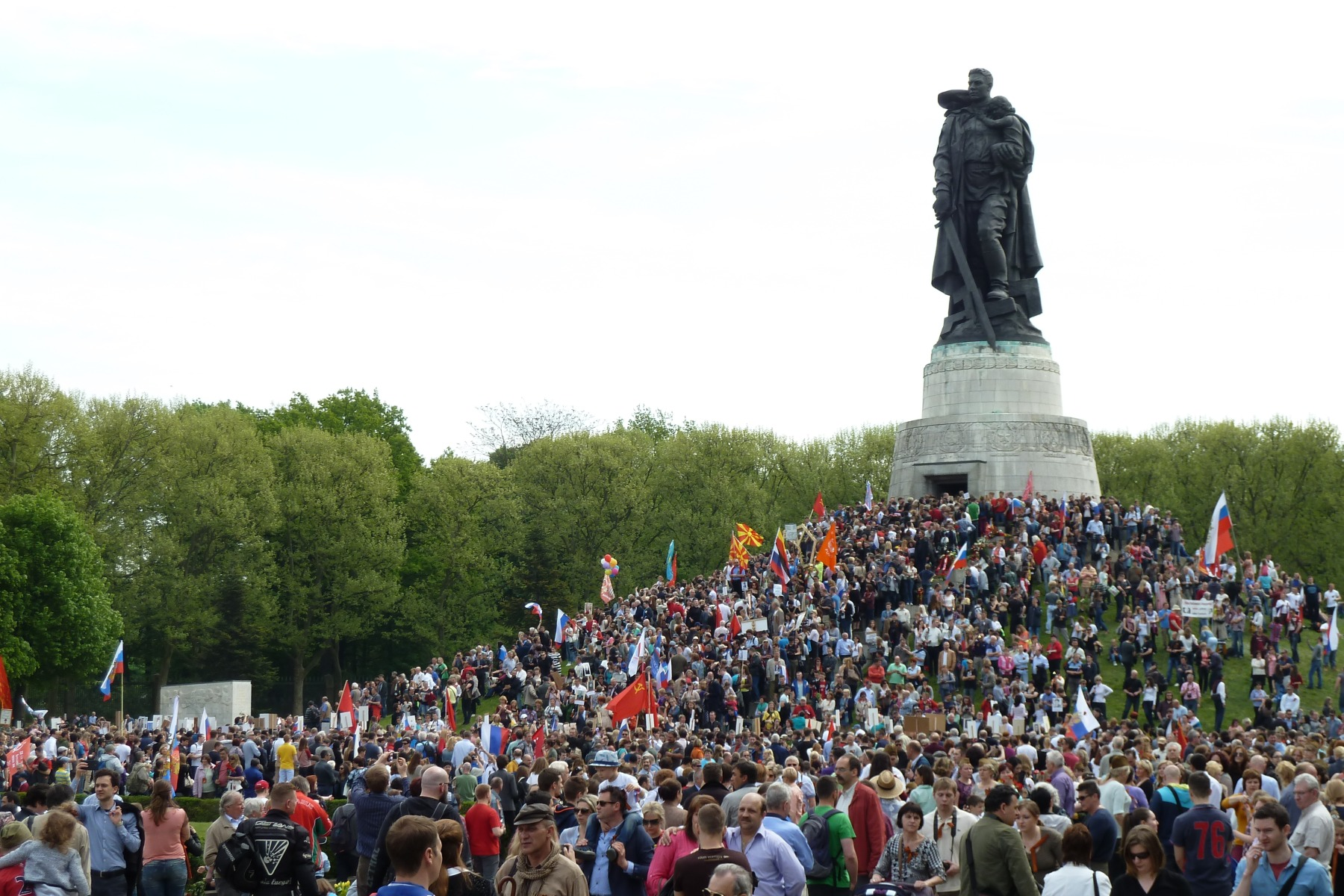
9 мая 2015 года

## В нумизматике и филателии

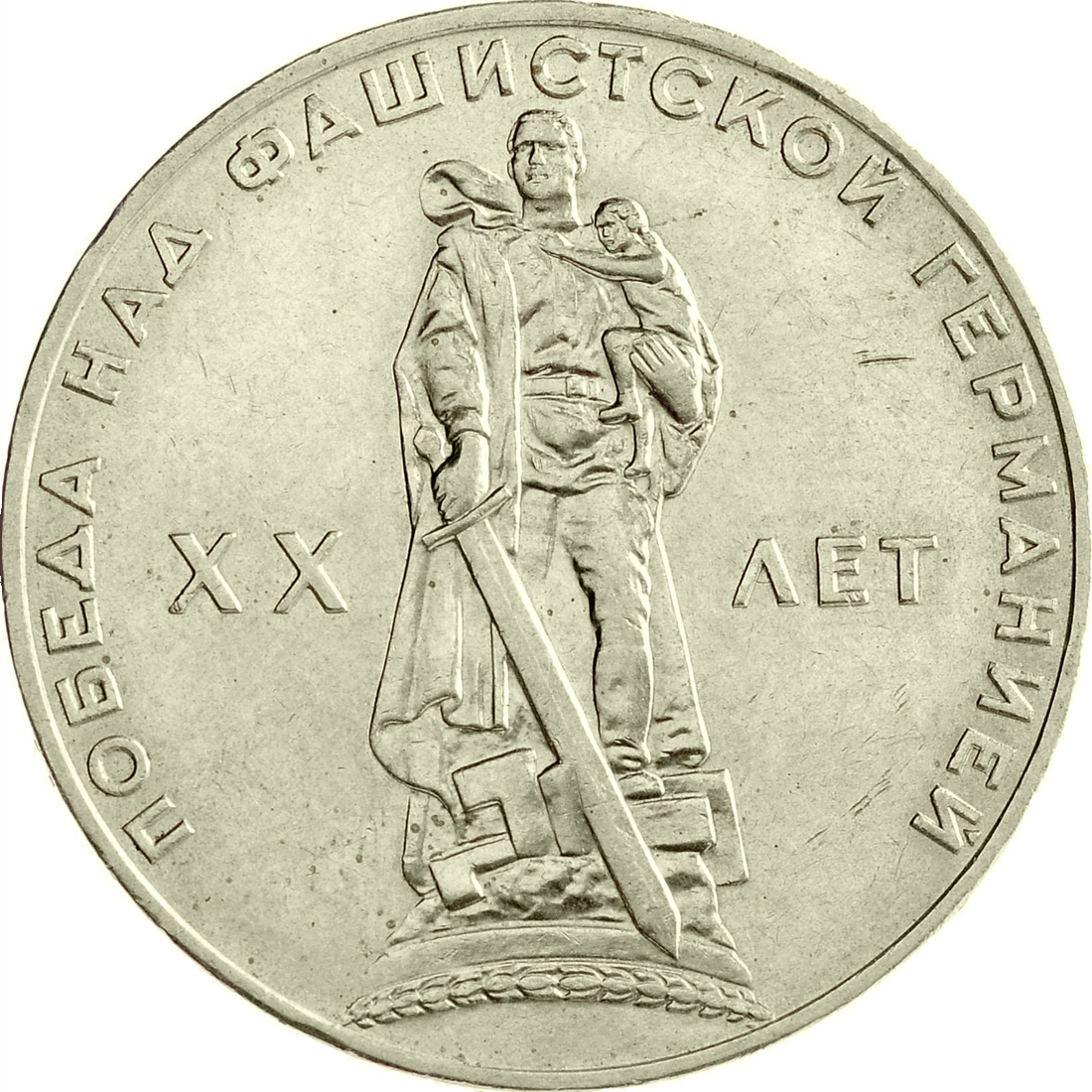
Советская монета номиналом 1 рубль с изображением монумента в Трептов-парке (1965 г.)
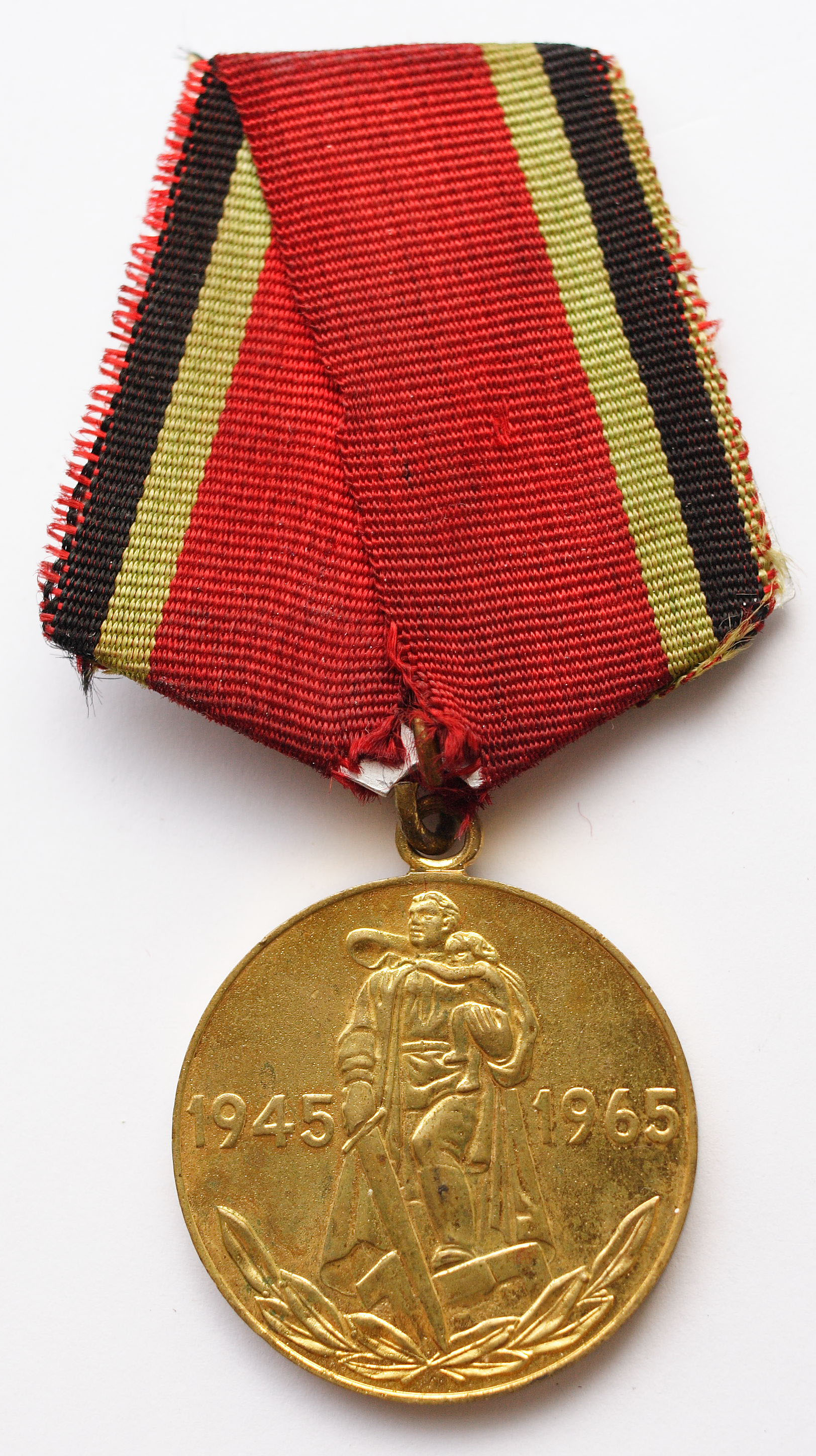
Юбилейная медаль «Двадцать лет Победы в Великой Отечественной войне 1941—1945 гг.» c изображением монумента в Трептов-парке (1965 г.)
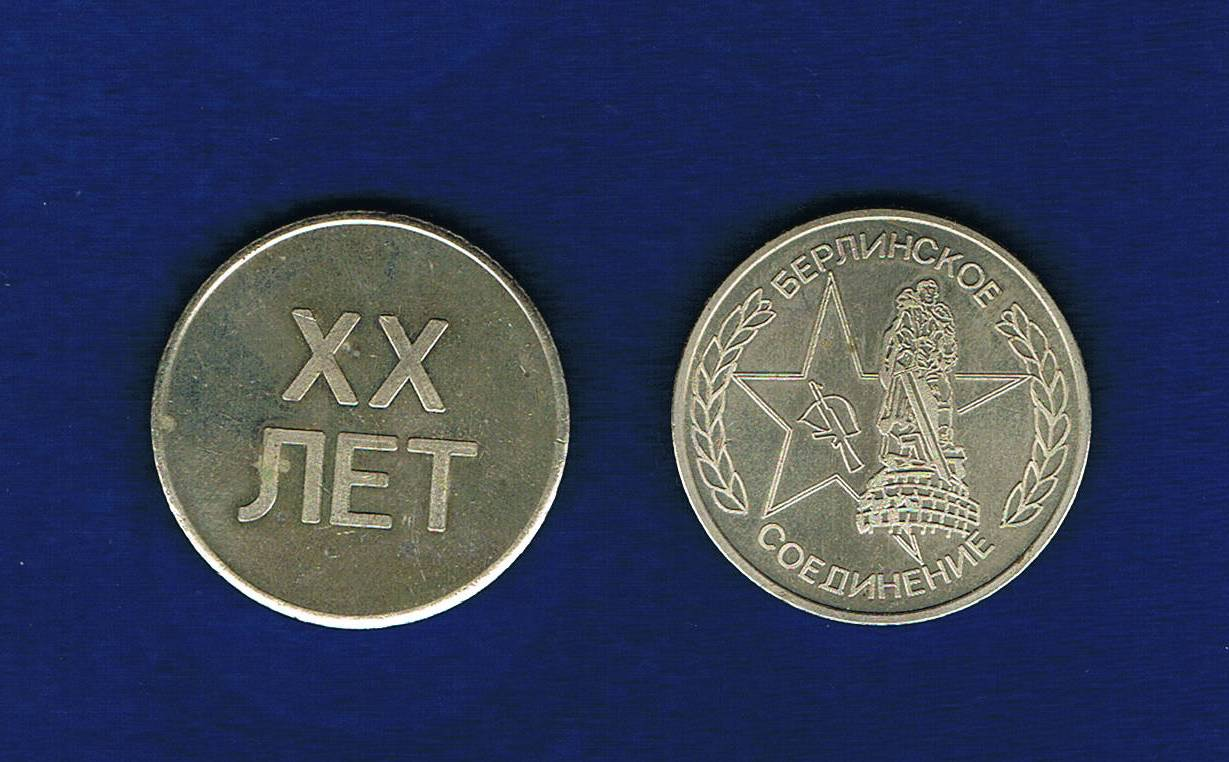
Памятная медаль. «20 лет Берлинской бригаде» 6-я гв. омсбр. Берлин Кархорст. ГСВГ (1982 г.)
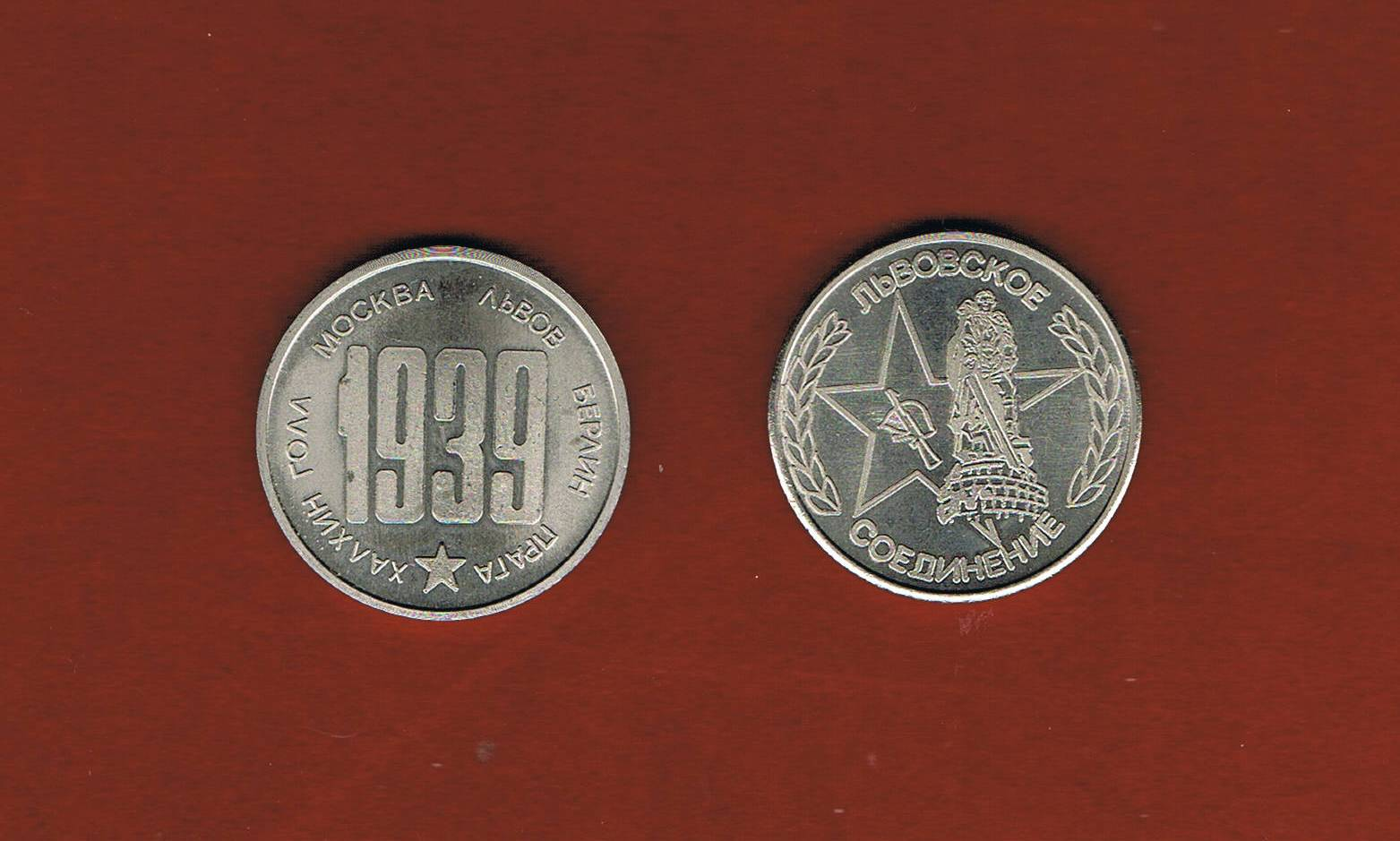
Памятная медаль. «Львовское соединение 1939». 6-я гв. мсд. Бернау ГСВГ (1984 г.)
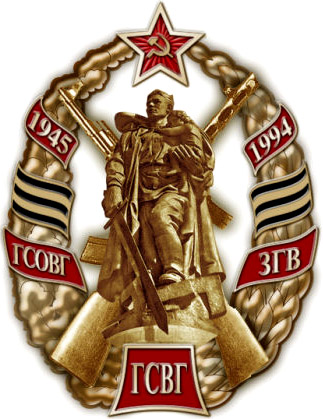
Воин-освободитель на Знаке ГСВГ
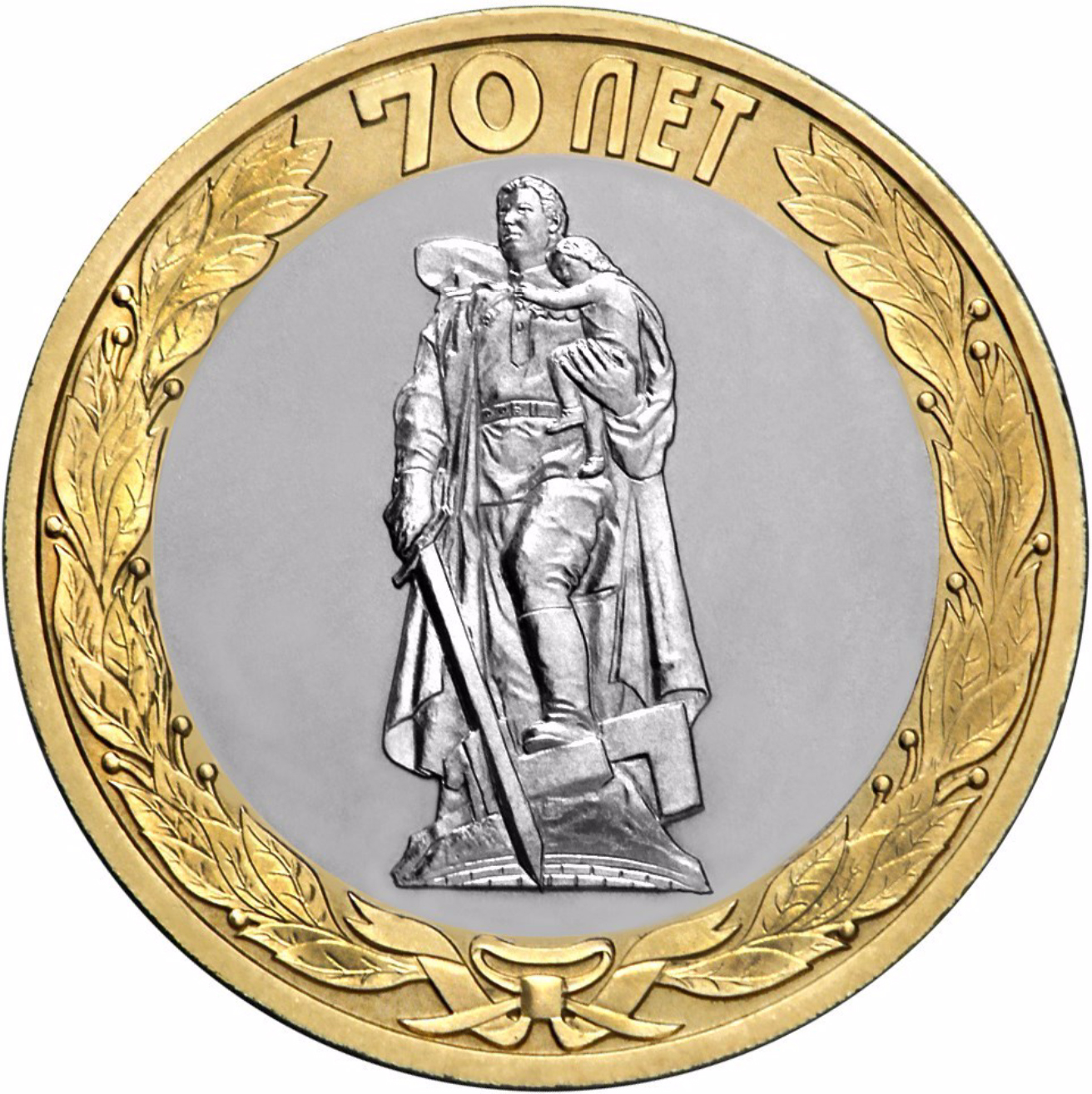
Монета 10 рублей, посвящённая 70-летию Победы в Великой Отечественной войне: освобождение мира от нацизма (2015 г.)
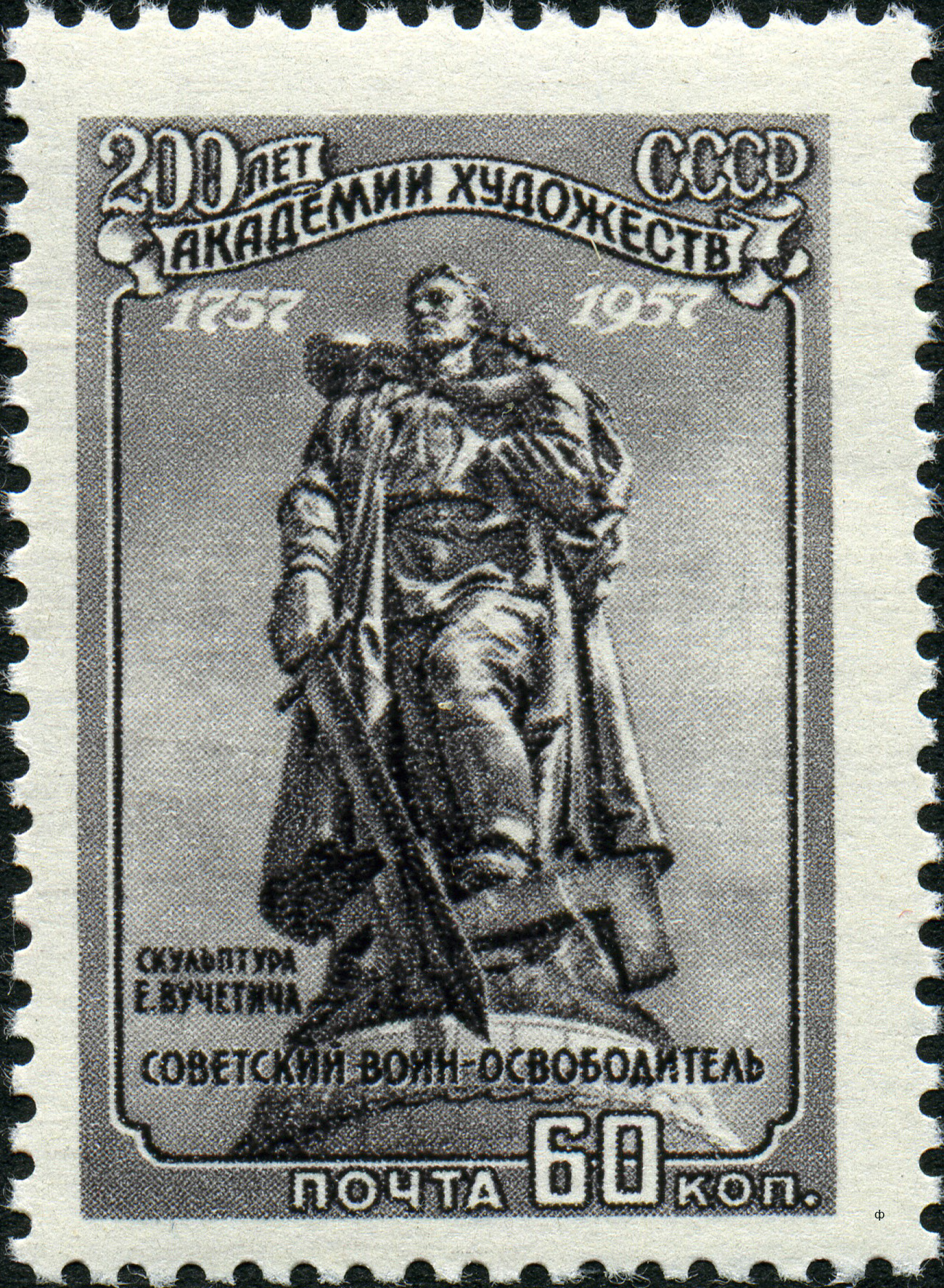
Почтовая марка 1957 год
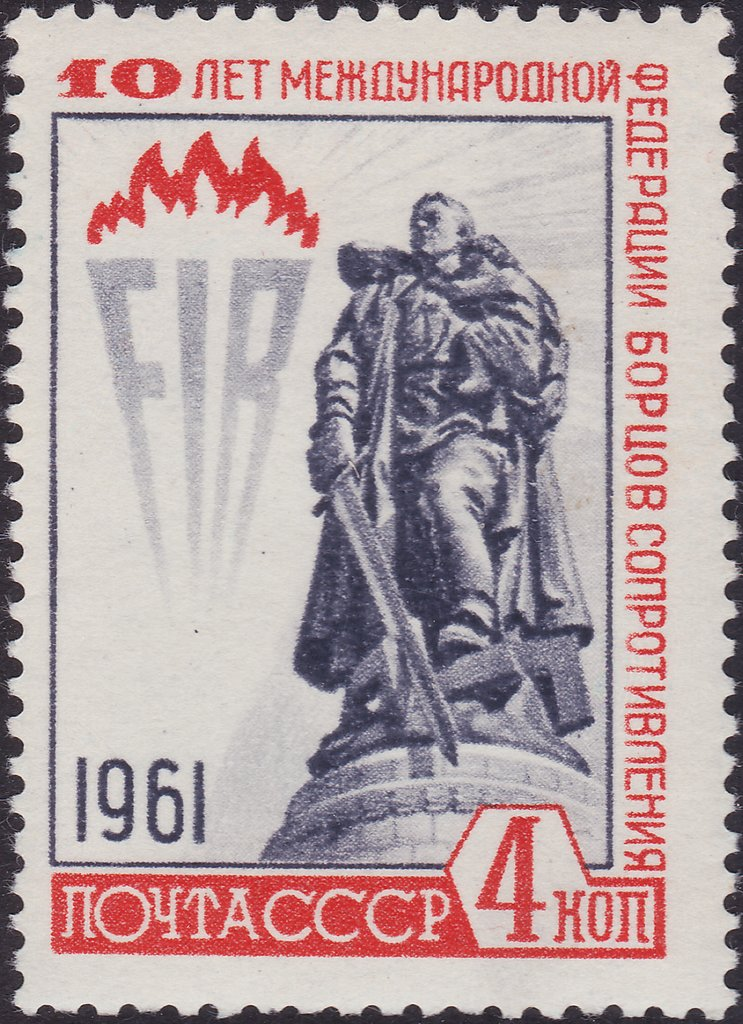
Почтовая марка, 1961 год
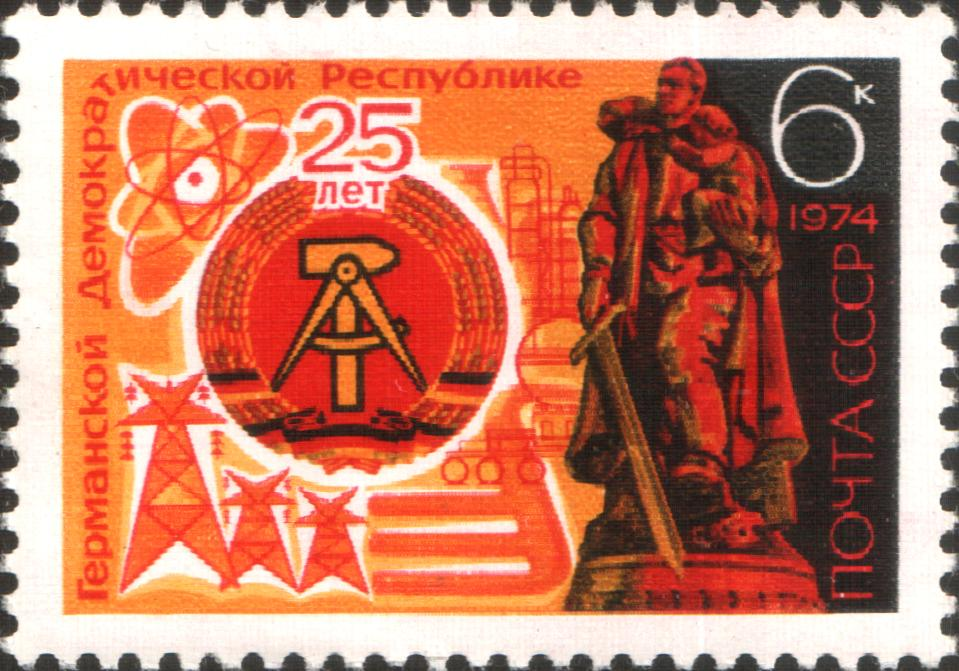
Почтовая марка, 1974 год